# Concertkoor Haarlem
Concertkoor Haarlem (CKH) is een van de grootste en meest bekende oratorium-koren in Haarlem met een zeer gevarieerd repertoire. Het gemengd koor heeft rond 100 leden en staat onder leiding van dirigent Bernhard Touwen.

## Geschiedenis
Het koor is in 1946 opgericht door de Haarlemse componist, organist en dirigent Albert de Klerk onder de naam Koor Katholiek Haarlem.

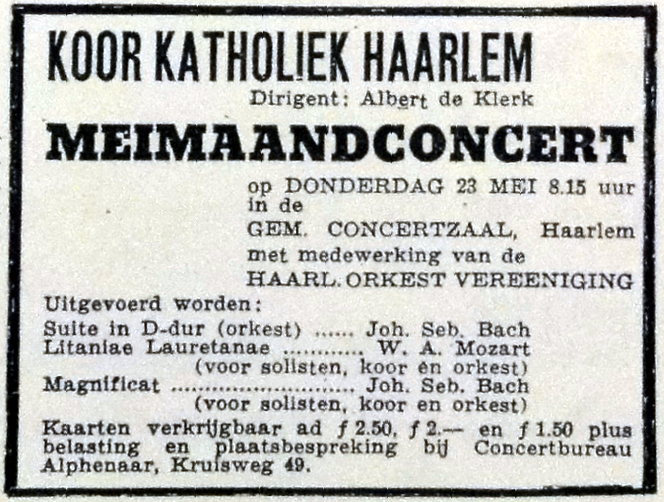
Aankondiging van het eerste publieke concert onder de toenmalige naam in 1946.

Op 29 april 1946 wordt voor de huldiging van bisschop Mgr. Johannes Petrus Huibers ter ere van zijn 10-jarig episcopaat en 50-jarig priesterjubileum een gelegenheidskoor opgericht op initiatief van Deken J.C.W. van der Wiel. Onder leiding van Albert de Klerk zingen rond 300 vrouwen en mannen het Magnificat BWV 243 van Johann Sebastian Bach en de Litaniae Lauretanae KV 195 van Wolfgang Amadeus Mozart. Zangers en zangeressen worden via een bericht in de Nieuwe Haarlemse Courant uitgenodigd. De bezetting is Jan Mul aan het orgel en als solisten de sopraan Dora Doorn-Lindeman, de alt Anni Hermes, de tenor Lex Karsemeijer en de bas Ernst Bielke. Begeleiding is door de Haarlemse Orkest Vereniging.
Uit dit gelegenheidskoor ontstaat het Koor Katholiek Haarlem, dat op 23 mei 1946 onder die naam voor het eerst optred in het Concertgebouw van Haarlem. Het eerste programma is meerdere malen uitgevoerd en later ook door de KRO uitgezonden.
Albert de Klerk heeft dit koor hierna 45 jaar geleid, totdat de ervaren koor- en orkestdirigent Ger Vos het dirigeerstokje in 1991 van hem overneemt. Gonny van der Maten is eveneens sinds 1991 correpetitor aan het koor verbonden aan de vleugel.
In 1999 is de naam veranderd in Concertkoor Haarlem. In 2010 is in de Philharmonie Haarlem het 150e concert gegeven sinds de oprichting.
In 2016 viert het koor het 70-jarig bestaan, en thans de 25-jarige jubilea van dirigent Ger Vos en correpetitor Gonny van der Maten. Met een stabiele bezetting van ruim 100 leden, het niveau van een toonkunstkoor en een toenemend aantal jonge leden is het koor voorbereid op de toekomst.
In februari 2022 wordt direct na opheffing van de meest strikte coronapandemie-regels het eerste optreden van een oratoriumkoor in de Philharmonie tijdens de coronaperiode gegeven, tevens het afscheidsconcert van Ger Vos en Gonny van der Maten. In maart 2022 wordt het 75-jarig bestaan van het koor gevierd. Ger Vos draagt het stokje over aan Bernhard Touwen, die in het 75-jarige bestaan pas de derde dirigent van het koor is. Gonny van de Maten wordt opgevolgd door repetitor Hans van Beelen.

## Voorgeschiedenis van het koor
Al in 19e eeuw kent Haarlem een rijke koorcultuur. In 1895 richt Nicolaas Hendrik Andriessen, de vader van Hendrik Andriessen en Willem Andriessen, de R.K. Oratoriumvereniging “Jan Albert Ban” op. Ondanks de grote bezetting van tweehonderd leden was dit koor slechts een kort leven beschoren. Andriessen ondernam een tweede poging om een R.K. Oratoriumvereniging op te richten in 1902, maar dit mislukte, o.a. door de oprichting van de R.K. zangvereniging “Arti et Religioni”, o.l.v. van Jacques de Jong.
Vanaf 1853 mogen katholieken na 275 jaar weer in het openbaar hun geloof belijden en zij zingen het gregoriaans en de prachtige missen in kerkkoren. Wat betreft oratoriumprojecten kwam het moeilijk op gang, hoewel bij feestelijke manifestaties bleek dat er voldoende materiaal was, dankzij de in veilige beslotenheid werkende kerkkoren.
In 1930 richt Hubert Cuypers een R.K. Oratoriumvereniging op, 1935 neemt Eduard van Beinum deze van hem over. Albert de Klerk componeerde en dirigeerde reeds op 17-jarige leeftijd voor dit koor, op verzoek van Van Beinum. Op 9 mei was er nog een generale repetitie maar op 10 mei 1940 heft het koor zich op na de Duitse inval.

## Dirigenten
Albert de Klerk richt in 1946 Koor Katholiek Haarlem op. De eerste jaren staat het koor sterk in het kader van de katholieke emancipatie. Kenmerkend is dat men steeds nieuwe stukken uitvoert, afwisselend uit de verschillende tijden. De recensies waren altijd lovend.
De Klerk wist zijn muzikale rijkdom creatief te gebruiken en kon een partituur tot leven laten komen. Het koor viert grote successen met het Noord-Hollands Philharmonisch Orkest als vaste begeleider, en geniet landelijke bekendheid. In 1976 componeert De Klerk voor dit koor het Pater Noster, de aanleiding hiertoe is het afschaffen van het gebed na de repetities.
Ger Vos is de tweede dirigent van dit koor, hij volgt De Klerk op in 1991. Zijn eerste verandering is dat hij een correpetitor aan laat aanstellen, Gonny van der Maten. Om de kwaliteit te bewaken voert het bestuur op zijn voorstel driejaarlijkse stemtesten met bindend advies in, o.l.v. een gespecialiseerde zangpedagoge. Op verzoek van de leden verandert de naam in 1999 in Concertkoor Haarlem. Ger Vos wordt geroemd om zijn interpretaties met respect voor de componist, waarbij hij de emotie uit de muziek weet over te brengen. De kunstzinnige programmering en afwisseling van bekende en onbekende stukken is gebleven. Solisten en orkesten van hoog internationaal niveau verlenen graag hun medewerking.
Bernhard Touwen is de derde dirigent van het koor, hij neemt in maart 2022 het stokje over. Touwen werkt samen met Hans van Beelen als repetitor.

## Repertoire
Het repertoire van Concertkoor Haarlem is zeer gevarieerd. Bekende werken worden afgewisseld met weinig uitgevoerde composities van minder bekende componisten. De afgelopen jaren zijn bijvoorbeeld werken van Herman Strategier, Lili Boulanger, Zoltán Kodály, Jan Mul en natuurlijk Albert de Klerk uitgevoerd, maar ook de Requiems van Gabriel Fauré, Wolfgang Amadeus Mozart, Giuseppe Verdi Hohe Messe en de Johannes Passion van Johann Sebastian Bach zijn te horen geweest.

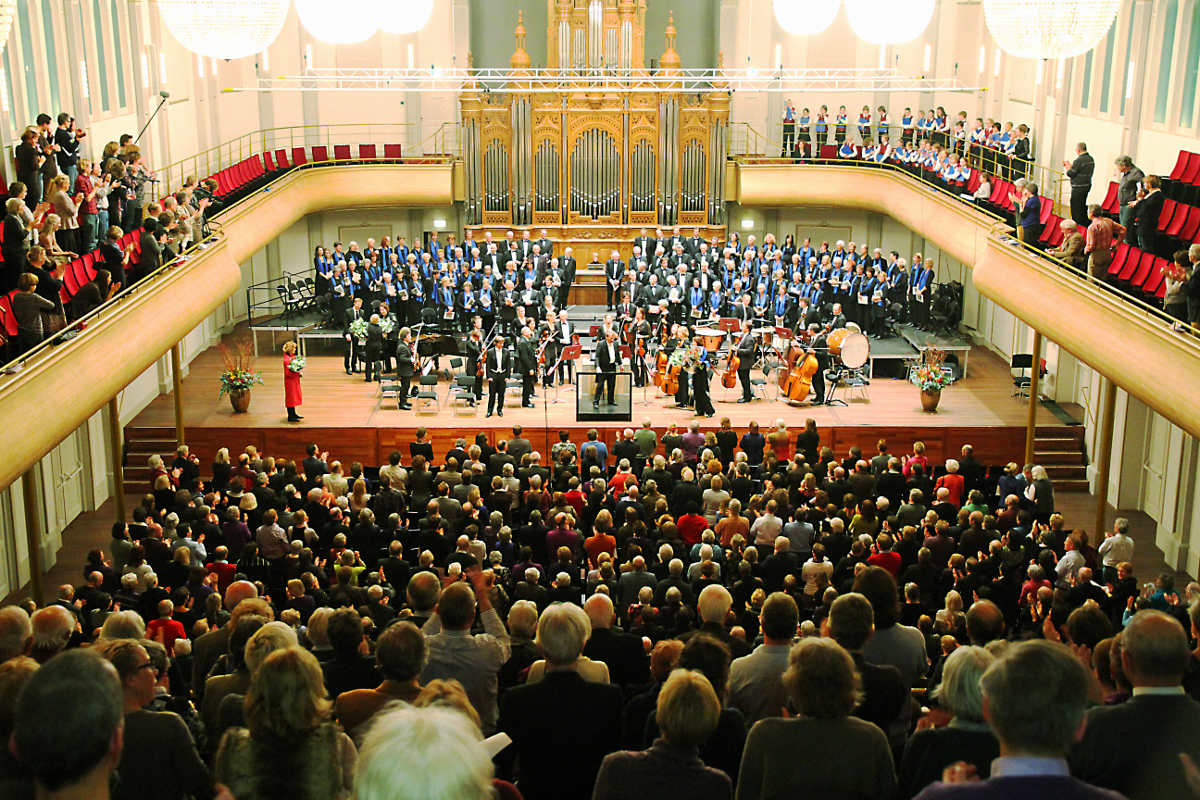
Concertkoor Haarlem tijdens een uitvoering in de Philharmonie Haarlem.

Van de volgende componisten zijn composities uitgevoerd sinds 1946:
Hendrik Andriessen, Louis Andriessen, Peter van Anrooy, Emanuele d'Astorga, Johann Sebastian Bach, Antoine Barbe, Ludwig van Beethoven, Hector Berlioz, Henk Bijvanck, Georges Bizet, Aleksandr Borodin, Lili Boulanger, Johannes Brahms, Benjamin Britten, Anton Bruckner, Carlos Chávez, Marc-Antoine Charpentier, Luigi Cherubini, Michel-Richard Delalande, Alfred Desenclos, Marcel Dupré, Maurice Duruflé, Antonín Dvořák, Gabriel Fauré, Joseph-Hector Fiocco, César Franck, Giovanni Gabrieli, Christoph Willibald Gluck, Edvard Grieg, Georg Friedrich Händel, Joseph Haydn, Paul Huber, Leoš Janáček, Karl Jenkins, Albert de Klerk, Zoltán Kodály, Hans Leenders, György Ligeti, Gonny van der Maten, Felix Mendelssohn Bartholdy, Claudio Monteverdi, Modest Moessorgski, Wolfgang Amadeus Mozart, Jan Mul, Carl Orff, Giovanni Pierluigi da Palestrina, Giovanni Battista Pergolesi, Lorenzo Perosi, Gabriel Pierné, Francis Poulenc, Jean-Philippe Rameau, Ottorino Respighi, Johann Georg Reutter, Gioachino Rossini, John Rutter, Camille Saint-Saëns, Franz Schubert, John Stainer, Herman Strategier, Igor Stravinsky, Karol Szymanowski, Georg Philipp Telemann, Michael Tippett, Louis Toebosch, Ralph Vaughan Williams, Giuseppe Verdi, Louis Vierne, Antonio Vivaldi en Johan Wagenaar.

## Repetities
Repetities vinden wekelijks plaats op maandagavond van 20:00 tot 22:15 uur in de Kerk van de Nazarener, Zijlweg 218 te Haarlem. Repetities staan onder de leiding van dirigent Bernhard Touwen, begeleid aan de vleugel door correpetitor Hans van Beelen.
Enkele weken voor ieder concert is er een koordag in een ander gebouw dan de gewone repetitieruimte, voor het optimale afstemmen op het gehele werk in concertopstelling.
De orkest- en generale repetitie met alle solisten en het volledig orkest vindt altijd plaats in de Philharmonie, de kost gaat hier voor de artistieke baat uit. Het is een absolute voorwaarde om tot een goed geluid en mooie samenklank te komen, het versterkt het vertrouwen van de zangers en de musici.

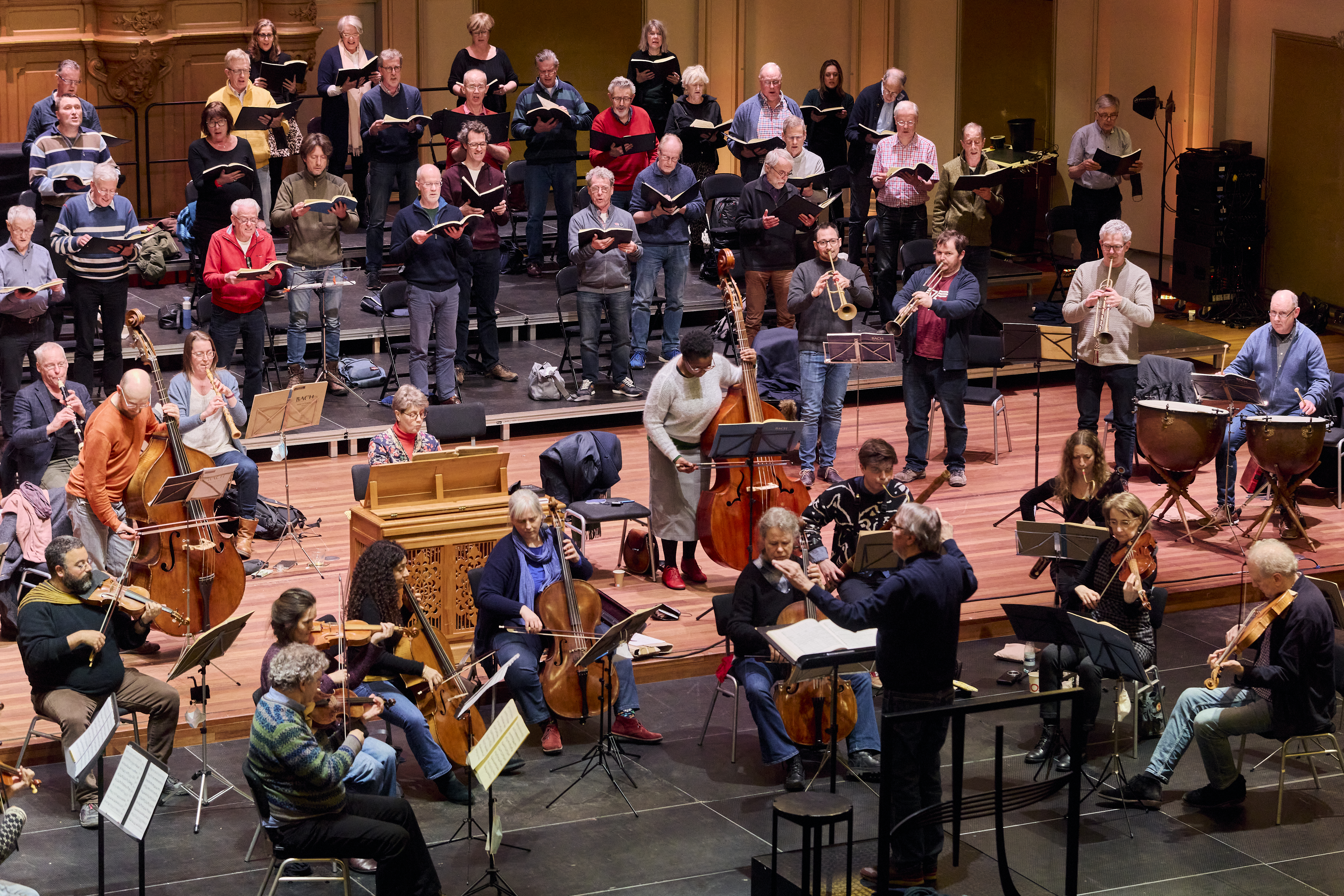
Concertkoor Haarlem, generale repetitie 2022, afstand i.v.m. coronaregels

## Programma
Op zondag 5 oktober 2025 voert Concertkoor Haarlem de Sunrise Mass van Ola Gjeilo, Ubi caritas et amor van David Briggs, Adam’s Lamens van Arvo Pärt en het Requiem van Maurice Duruflé uit in de PHIL Haarlem.